# Sergio Pagni
Sergio Pagni (ur. 26 marca 1979 w Lukka) – włoski łucznik, mistrz świata, mistrz Europy. 
Startuje w konkurencji łuków bloczkowych. Mistrz świata w mikście w 2011 roku. Złoty medalista mistrzostw Europy w 2012 roku w konkurencji indywidualnej. 